# Jóhanna Sigurðardóttir
Jóhanna Sigurðardóttir (wym. [jouːhanːa 'sɪːɣʏrðartouhtɪr]; ur. 4 października 1942 w Reykjavíku) – islandzka polityk, długoletnia parlamentarzystka, minister spraw społecznych w latach 1987–1994 oraz 2007–2009. Członkini Sojuszu (Samfylkingin), przewodnicząca partii od 28 marca 2009 do 2 lutego 2013. Od 1 lutego 2009 do 23 maja 2013 premier Islandii.

## Życiorys

### Edukacja i praca zawodowa
Jóhanna Sigurðardóttir urodziła się w 1942 w Reykjavíku jako córka Sigurðura Egilla Ingimundarsona (1913–1978) i Karítas Guðmundsdóttir (1917–1997). W 1960 ukończyła szkołę handlową Verzlunarskóli Íslands. W latach 1962–1971 pracowała jako stewardesa w liniach lotniczych Loftleiðir. Od 1971 do 1978 była pracownikiem biurowym w firmie produkującej opakowania.
Jednocześnie była aktywną działaczką ruchu związkowego. W latach 1966–1969 przewodniczyła zarządowi islandzkiego stowarzyszenia zrzeszającego pracowników załóg lotniczych, a w 1975 stowarzyszeniu skupiającego byłe stewardesy. W latach 1976–1983 wchodziła również w skład zarządu związku pracowników handlowych.

### Działalność polityczna
W 1978 została po raz pierwszy wybrana do Althingu z listy Partii Socjaldemokratycznej (Alþýðuflokkurinn) z okręgu stołecznego. Z powodzeniem ubiegała się o reelekcję w kolejnych wyborach, zasiadając w islandzkim parlamencie do 2013. W 1979, w latach 1983–1984 i 2003–2007 wchodziła w skład prezydium Althingu.
Od 8 lipca 1987 do 24 czerwca 1994 zajmowała stanowisko ministra spraw społecznych w czterech kolejnych gabinetach. W 1994 wzięła udział w wyborach na przewodniczącego Partii Socjaldemokratycznej, które jednak przegrała. Po tej porażce odeszła z rządu i partii. Jej ówczesne stwierdzenie Minn tími mun koma (pol. Mój czas nadejdzie) przeszło do kanonu islandzkiego języka politycznego.
Współtworzyła następnie nowe ugrupowanie pod nazwą Ruch Ludowy (Þjóðvaki), który zdobył cztery mandaty w wyborach parlamentarnych w wyborach w 1995. W maju 2000 Ruch Ludowy razem z trzema innymi partiami lewicowymi (w tym socjaldemokratami) utworzył nową partię – Sojusz.
W latach 1996–2003 była członkinią delegacji islandzkiej w Unii Międzyparlamentarnej. W latach 2003–2007 jako reprezentantka Islandii wchodziła w skład Zgromadzenia Parlamentarnego OBWE. 24 maja 2007, po zawiązaniu koalicji przez Sojusz i Partię Niepodległości, objęła funkcję ministra spraw społecznych i bezpieczeństwa socjalnego w rządzie premiera Geira Haardego.

### Premier Islandii

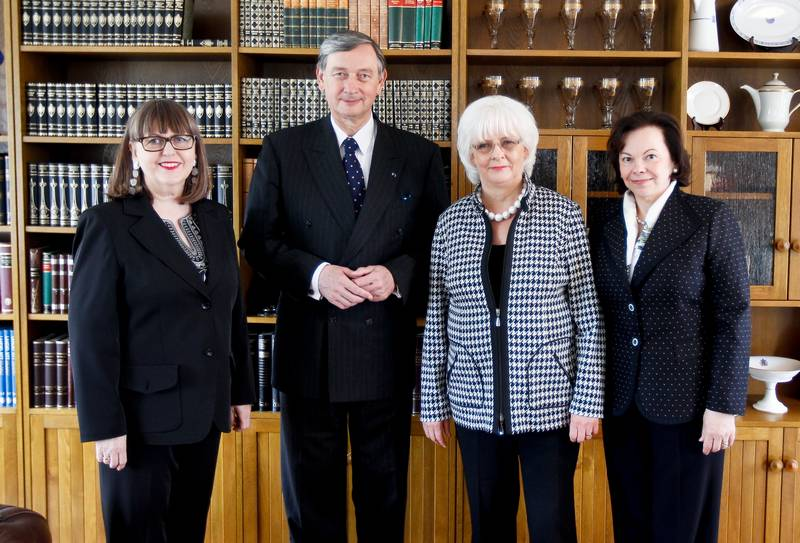
Od lewej: Jónína Leósdóttir, Danilo Türk, Jóhanna Sigurðardóttir i Barbara Miklič Türk

26 stycznia 2009 na tle kryzysu gospodarczego i poważnych protestów społecznych doszło do rozpadu koalicji rządzącej oraz upadku rządu. 27 stycznia prezydent Ólafur Ragnar Grímsson powierzył misję stworzenia nowego gabinetu Sojuszowi. Jego przewodnicząca, Ingibjörg Sólrún Gísladóttir, wyznaczyła Jóhannę Sigurðardóttir do objęcia stanowiska premiera. 1 lutego 2009 została mianowana na ten urząd. Gabinet pod przewodnictwem Sojuszu, w koalicji z Ruchem Zieloni-Lewica i z poparciem Partii Postępu, został powołany do czasu przedterminowych wyborów parlamentarnych zaplanowanych na 25 kwietnia 2009.
Głównymi zadaniami przejściowego gabinetu miała być wymiana rady nadzorczej banku centralnego, obwinianej o nieskuteczne radzenie sobie z kryzysem gospodarczym, a także powołanie specjalnej komisji parlamentarnej, której zadaniem było przygotowanie raportu na temat możliwości przystąpienia Islandii do Unii Europejskiej. 28 marca 2009 nowa premier w czasie kongresu Sojuszu została wybrana na nową przewodniczącą partii, zdobywając 98% głosów poparcia partyjnych delegatów.
25 kwietnia 2009 w Islandii odbyły się wybory parlamentarne, które wygrał Sojusz. Utrzymał on koalicję z Ruchem Zieloni-Lewica, a Jóhanna Sigurðardóttir zachowała stanowisko premiera. 10 maja 2009 nastąpiło oficjalne zaprzysiężenie jej drugiego gabinetu, którego skład w większości się nie zmienił. Głównym zadaniem rządu pozostało zrównoważenie państwowego budżetu do 2013 oraz wprowadzenie w życie planu tworzenia nowych miejsc pracy i przywrócenia konkurencyjności islandzkiej gospodarki do 2020. Premier zadeklarowała również rozpoczęcie działań rządu w sprawie przyjęcia Islandii do Unii Europejskiej, zapowiadając złożenie projektu ustawy upoważniającej rząd do rozpoczęcia i prowadzenia rozmów akcesyjnych, a po ich pomyślnej finalizacji przeprowadzenia w kraju referendum na temat akcesji.
We wrześniu 2012 zadeklarowała, że nie będzie ubiegała się o reelekcję. 2 lutego 2013 przestała być przewodniczącą Sojuszu; na jej następcę został wybrany Árni Páll Árnason. 23 maja 2013 zakończyła sprawowanie urzędu premiera.

## Życie prywatne
Jóhanna Sigurðardóttir jest jawną lesbijką, w 2002 zawarła związek partnerski z Jóníną Leósdóttir, z zawodu dramatopisarką. Ma dwóch synów (ur. 1972 i 1977) z pierwszego małżeństwa z Þorvaldurem Steinarem Jóhannessonem, z którym się rozwiodła. Jej partnerka ma jednego syna (ur. 1981). Stała się pierwszą w historii osobą kierującą rządem niezależnego państwa, publicznie deklarującą swoją orientację homoseksualną. 27 czerwca 2010, po zalegalizowaniu w Islandii małżeństw osób tej samej płci, Jóhanna Sigurðardóttir i Jónína Leósdóttir przekształciły swój związek partnerski w małżeństwo; było to jedno z pierwszych małżeństw osób tej samej płci w Islandii.